# Robert Gaguin
Robert Gaguin (1433 — 1501) foi um filósofo e humanista renascentista francês.

## Obras
- De origine et gestis Francorum compendium (1495)